# Acropyga acutiventris
Acropyga acutiventris es una especie de hormiga del género Acropyga, tribu, Lasiini, orden Hymenoptera. Fue descrita por Roger en 1862.

## Distribución
Se distribuye por Borneo, China, India, Indonesia, Malasia, isla Nicobar, Filipinas, Singapur, Sri Lanka, Tailandia y Vietnam.

## Hábitat
Habita en la hojarasca tamizada, debajo de madera, rocas y piedras y troncos podridos. Se ha encontrado a elevaciones de 20-1219 metros.